# Bill Martin
William "Bill" Martin (nacido el 16 de agosto de 1962 en Washington D. C.) es un exjugador de baloncesto estadounidense que disputó tres temporadas en la NBA, además de jugar en la CBA, la USBL y la Liga Italiana. Con 2,00 metros de altura, lo hacía en la posición de alero.

## Trayectoria deportiva

### Universidad
Jugó durante cuatro temporadas con los Hoyas de la Universidad de Georgetown, en las que promedió 9,2 puntos y 5,2 rebotes por partido. En 1984 jugó como sexto hombre en el equipo que finalmente conseguiría el título de campeones de la NCAA. Al año siguiente se hizo un hyeco en el quinteto titular, liderando al equipo en anotación en ocho ocasiones y acabando como segundo mejor reboteador, lo que le hizo aparecer en el segundo mejor quinteto de la Big East Conference.

### Profesional
Fue elegido en la vigésimo sexta posición del Draft de la NBA de 1985 por Indiana Pacers, donde jugó una temporada en la que contó poco para su entrenador, George Irvine, jugando poco más de 10 minutos por partido, para promediar 5,0 puntos y 1,5 rebotes por partido. Tras ser despedido al término de la temporada, y al verse sin equipo, jugó en los Staten Island Stallions de la USBL y en los Cincinnati Slammers de la CBA, hasta que le ofrecieron los New York Knicks cun contrato por diez días, renovando por otros 10 antes de ser cortado.
Antes del comienzo de la temporada 1987-88 fichó como agente libre por Phoenix Suns, pero solo disputó 10 partidos en los que promedió 4,0 puntos y 2,7 rebotes antes de ser despedido en el mes de diciembre. Tras pasar el resto de la temporada en el paro, al año siguiente se fue a jugar a la liga italiana, fichando por el Philips Milano, donde promedió 11,5 puntos y 5,8 rebotes por partido, consiguiendo el título de liga.
Al año siguiente regresó a su país para jugar en los La Crosse Catbirds de la CBA durante dos temporadas, y una más en los Rockford Lightning, antes de retirarse definitivamente.

## Estadísticas de su carrera en la NBA

### Temporada regular
| Temporada | Edad | Equipo         | Liga | P  | TIT | MIN  | TC  | TCA | %TC  | 3P  | 3PA | %3P  | TL  | TLA | %TL  | R.OF. | R.DEF. | REB | ASIS | ROB | TAP | PER | FP  | PTS |
| 1985-86   | 23   | Indiana Pacers | NBA  | 66 | 0   | 10.5 | 2.2 | 4.5 | .480 | 0.0 | 0.1 | .000 | 0.7 | 0.8 | .852 | 0.6   | 0.9    | 1.5 | 0.8  | 0.3 | 0.1 | 0.9 | 1.6 | 5.0 |
| 1986-87   | 24   | Phoenix Suns   | NBA  | 8  | 0   | 8.5  | 1.1 | 3.1 | .360 | 0.0 | 0.0 |      | 0.9 | 1.0 | .875 | 0.3   | 0.6    | 0.9 | 0.0  | 0.5 | 0.3 | 0.9 | 0.6 | 3.1 |
| 1987-88   | 25   | Phoenix Suns   | NBA  | 10 | 0   | 10.1 | 1.6 | 5.1 | .314 | 0.0 | 0.1 | .000 | 0.8 | 1.3 | .615 | 0.9   | 1.8    | 2.7 | 0.6  | 0.5 | 0.0 | 0.9 | 1.6 | 4.0 |
| Total     |      |                | NBA  | 84 | 0   | 10.2 | 2.0 | 4.5 | .449 | 0.0 | 0.1 | .000 | 0.7 | 0.9 | .813 | 0.6   | 1.0    | 1.6 | 0.7  | 0.4 | 0.1 | 0.9 | 1.5 | 4.7 |